# Yusuf ibn Harun ar-Ramadi
Yūsuf ibn Hārūn ar-Ramādī o Al-Ramadi (917-1012) fue un poeta hispanoárabe, panegirista de Almanzor y uno de los primeros autores de moaxajas, tras Muqadam de Cabra e Ibn Abd Rabbihi. 
Vivió durante el califato de Alhaken II y en 972, antes de los disturbios originados por la fitna o guerra civil, Ar-Ramadi se había asentado en la Marca Superior de Zaragoza gobernada por Yahya ibn Muhámmad ibn Háshim al-Tuyibí, del linaje árabe de los tuyibíes, donde difundió las modas líricas cordobesas. Fue conocido como panegirista de Almanzor y también de su rival, el chambelán (juğğāb) Al-Muṣḥafī. Se le atribuye una vida bohemia, pues a imitación de Abū Nuwās, se complacía en visitar tabernas e incluso conventos.
De familia humilde, aunque perteneciente a la tribu de Kindah, donde florecieron grandes poetas clásicos como Imrū-l-Qays o Al-Mutanabbī, fue muy célebre en el Al-Ándalus del Califato. Enraizado en la tradición de poesía árabe oriental, sus panegíricos dedicados a los tuyibíes de Saraqusta introducían un marco espacial hispano alejado de los estériles desiertos de la poesía beduina. Fue el primer poeta, según transmite Ibn Bassām, en adoptar algunas novedades en la poesía en dialectos andalusíes, como la rima interna en la jarcha de sus moaxajas. También cultivó la poesía modernista al estilo de Abū Nuwās, en poemas que conjugaban el género erótico (ġazal), el floral (waṣf) y el báquico (jamriyyāt). Ejemplo de su sensibilidad en la poesía descriptiva son estos versos que describen un jardín:

El mirto, la azucena, el jazmín lozano y el alhelí tienen gran mérito y con él se enseñorea el jardín.
Pero el mérito de la rosa es aún mayor.
¿Acaso es el mirto otra cosa que aroma que se extingue arrojado al fuego?
La rosa, aun marchita, deja en el agua perfume que perdura tras de ella.
El mal de la azucena es muy común: tras un instante baja a la tumba.
El jazmín es humilde en sus orígenes, pero su aroma es solemne y orgulloso.
El carácter del alhelí está trastornado, es como un ladrón, se despierta tras la oración de la noche.
La rosa es la señora de los jardines, aunque es sierva de la rosa de las mejillas.